# 哈金斯 (伊利諾伊州)
哈金斯（英語：Hudgens）是位於美國伊利諾伊州威廉森縣的一個非建制地區。該地的面積和人口皆未知。

## 地理
哈金斯的座標為37°39′18″N 88°56′27″W / 37.65500°N 88.94083°W，而該地的平均海拔高度為152米（即499英尺）。